# Terrier-Rouge
Terrier-Rouge (Haitianisch-Kreolisch Terye Wouj) ist eine Gemeinde im Département Nord-Est von Haiti.

## Lage und Beschreibung
Terrier-Rouge liegt an der Nordküste Haitis zwischen Fort-Liberté im Osten und Limonade im Westen. Die Route Nationale RN-6 führt durch den Ort und verbindet ihn mit der Grenze zur Dominikanischen Republik bei Ouanaminthe (31 Kilometer) und Cap-Haïtien (33 Kilometer).
Neben dem Stadtzentrum Ville de Terrier-Rouge und dem Quartier de Grand Bassin bestehen zwei Gemeindebezirke:
1. Fond-Blanc mit Berceca, Cormier, Duvray, La Hatte, La Porte, Nan Colline, Nan Perle, Paulette und der Plantation Dauphin sowie
2. Grand Bassin mit Bois Mouton, Bonne Fond, Bourgeois, Bricourt, Brousse, Chaber, Colonie Agricole de Grand Bassin, Conseil, Dos Rade, Gourde, Grande Savane, Gros Trou, Michel, Nan Régis, Petit Bourg de Danda, Roman, Sacristin, Savanette, Terou, Tibo und Toreste.

Ferner sind die Siedlungen Paulette und Phaeton zu nennen, bei denen es sich um Gewerbegebiete handelt.
Terrier-Rouge ist auch bekannt als die „Stadt der Autowerkstätten“. Ihr Name leitet sich von der Farbe des Bodens ab, der sehr günstig für den Anbau von Kaffee ist.
Im Jahr 2008 erlebte die lange unbekannt gebliebene Gemeinde eine gewisse Aufmerksamkeit, als sich christliche Gruppen zu einer gemeinsamen Initiative zusammenfanden. Einwohner aller Schichten und Gruppierungen wurden sich einig, die Lebensqualität und Attraktivität von Terrier-Rouge zu steigern. Federführend waen die Adventisten des Siebenten Tags, die die Behinderten der Region mit medizinischer Hilfe, materiellen Spenden in Form von Hilfsgütern, Kleidung und auch Bargeld versorgten. Die Gemeinde der Baptisten errichtete ein Kinderschutzzentrum. In der Schule St. Bartholomäus der katholischen Kirche wurde die Kindergartenabteilung ausgebaut. Parlamentspräsident Senator Kelly Bastien besuchte den Ort und er betonte, Terrier-Rouge könne eine positive Entwicklung nehmen und werde dabei unterstützt werden.
Premierminister Laurent Lamothe erneuerte diese Zusage bei einem Besuch in Terrier-Rouge im Jahr 2014 und versprach einen maßgeschneiderten Entwicklungsplan für den Ort. In der Tat wurden im August 2016 vom Arbeits- und Sozialministerium (Ministère des Affaires sociales et du Travail (MAST)) und dem Wirtschafts- und Sozialunterstützungsfond (Fonds d’assistance économique et sociale (FAES)) 242 neu errichtete Sozialwohnungen an die Stadtverwaltung übergeben. Trockenheit, Bandenkriminalität und ein allgemeiner Mangel an öffentlicher Ordnung haben Anfang der 2020er Jahre den Anstrengungen zur Verbesserung des Gemeinwohls erneut geschadet.